# Joaquín Lencinas
Joaquín Adán Lencinas (Córdoba, Provincia de Córdoba, Argentina; 11 de mayo de 1988) es un futbolista argentino. Juega como defensa central. Actualmente milita en el Universitario de Vinto de la Primera División de Bolivia.

## Trayectoria

### Instituto
A los 17 fue promovido al primer equipo de Instituto Atlético Central Córdoba, debutó en el Campeonato de Primera División 2005-06 contra Arsenal de Sarandi  (Argentina.Estuvo mucho tiempo disputando la Primera B, sin embargo, no gozó de oportunidades jugando un total de 9 partidos. Jugó al lado de Silvio Romero y Alejandro Faurlín.[wanchope Ávila 
].
Luego de la llegada de Darío Franco, Lencinas no continuaría en Córdoba por lo que decidió jugar Torneo Argentino A 2011-12 (Tercera División) con Alumni.

### Unión Comercio
En el 2013 llegó a Unión Comercio, jugando al lado del mundialista peruano Miguel Trauco. Jugó 40 partidos y le anotó un gol a Sport Huancayo, además tuvo 2 autogoles.
Al siguiente año regresó a Argentina para jugar el Torneo Federal A 2014 por Club Atlético Mitre.
Luego de desvincularse del club aurinegro, el 30 de enero del 2015 se confirmó su fichaje al Carabobo FC junto a sus compatriotas Martín Alberich y Cristián Alessandrini. Logró clasificar a la Copa Sudamericana 2015.
A inicios del 2016 llegó como refuerzo al Mushuc Runa del Campeonato Ecuatoriano de Fútbol. Fue pedido por el profesor Humberto Pizarro. Firmó por toda una temporada. A final de año descendió de categoría.

### Monagas Sport Club
Jugó partidos amistosos donde marcó un par de goles con el equipo. Debutó el 29 de enero de 2017 en el torneo apertura 2017 con el equipo antes el Caracas FC, en el estadio Monumental de Maturín. Concreta su primer gol con el Monagas SC el 12 de febrero de 2017 antes el Zulia FC. Logró realizar un gol el 25 de febrero de 2017 antes Mineros de Guayana. Lencinas jugó veintiún partidos con el Monagas Sport Club en el Torneo Apertura de Venezuela, logrando ser campeones antes el Caracas FC, el 2 de julio de 2017.
Para el 27 de enero de 2018, conectó un gol en el Monumental de Maturín ante Estudiantes de Caracas. Participó el 27 de febrero de 2018, en el encuentro ante el Cerro Porteño de Paraguay en la primera fase de la Copa Libertadores 2018, donde el Monagas SC fue derrotado 2 a 0.
Luego de ser campeón en Venezuela y jugar la Copa LIbertadores 2018, 

### Club Carlos A. Manucci
Pasó al Carlos A. Manucci para jugar la Segunda División de Perú. Para el 2019 asciende con el elenco trujillano y fue nominado como uno de los mejores centrales del torneo por la ADFP junto a su compatriota Leandro Fleitas. Renueva con una temporada más para afrontar la Liga 1. El 2019 logró consolidarse como habitual titular, jugando 27 partidos.
A inicios del 2020 fichó por el recién ascendido Orense Sporting Club.

## Clubes
| Club                   | País      | Año               |
| ---------------------- | --------- | ----------------- |
| Instituto              | Argentina | 2005 - 2011       |
| Alumni                 | Argentina | 2011 - 2012       |
| Alumni                 | Argentina | 2012              |
| Unión Comercio         | Perú      | 2013              |
| C. A. Mitre            | Argentina | 2014              |
| Carabobo F. C.         | Venezuela | 2015              |
| Mushuc Runa            | Ecuador   | 2016              |
| Monagas S. C.          | Venezuela | 2017 - 2018       |
| Carlos A. Mannucci     | Perú      | 2018 - 2019       |
| Orense S. C.           | Ecuador   | 2020              |
| Palmaflor              | Bolivia   | 2021 - 2022       |
| Universitario de Vinto | Bolivia   | 2023 - Actualidad |

## Palmarés

### Campeonatos nacionales
| Título                        | Club    | País      | Año  |
| ----------------------------- | ------- | --------- | ---- |
| Torneo Apertura               | Monagas | Venezuela | 2017 |
| Primera División de Venezuela | Monagas | Venezuela | 2017 |